# Hattan Bahebri
Hattan bin Sultan bin Ahmed Bahebri (en árabe: هتان بن سلطان بن أحمد باهبري‎; Yeda, 16 de julio de 1992), más conocido como Hattan Bahebri, es un futbolista saudí que juega en la demarcación de extremo para el Al-Taawoun F. C. de la Liga Profesional Saudí.

## Selección nacional
Tras jugar en la selección de fútbol sub-23 de Arabia Saudita, hizo su debut con la selección absoluta el 11 de diciembre de 2011 en un encuentro de los Juegos Panarábicos de 2011 contra Omán que finalizó con un resultado de empate a cero. El 4 de junio el seleccionador Juan Antonio Pizzi le convocó para disputar la Copa Mundial de Fútbol de 2018, donde llegó a disputar tres partidos.

### Participaciones en Copas del Mundo
| Mundial              | Sede  | Resultado    | Partidos | Goles |
| -------------------- | ----- | ------------ | -------- | ----- |
| Copa Mundial de 2018 | Rusia | Primera fase | 3        | 0     |
| Copa Mundial de 2022 | Catar | Primera fase | 2        | 0     |

## Clubes
| Club                   | País           | Año       | Partidos | Goles |
| ---------------------- | -------------- | --------- | -------- | ----- |
| Al-Ittihad Jeddah Club | Arabia Saudita | 2011-2014 | 37       | 0     |
| Al-Khaleej F. C.       | Arabia Saudita | 2014-2016 | 47       | 6     |
| Al-Shabab Club         | Arabia Saudita | 2016-2019 | 53       | 9     |
| Al-Hilal Saudi F. C.   | Arabia Saudita | 2019-2021 | 54       | 5     |
| Al-Shabab Club         | Arabia Saudita | 2021-2024 | 91       | 13    |
| Al-Taawoun F. C.       | Arabia Saudita | 2024-     | 27       | 2     |